# نعمات المليجي
نعمات المليجي ممثلة مصرية. قامت بادوار قليلة.

## أعمالها
- طريق الدموع (1961)
- المبروك (1959)
- خطف مراتي(1954)
- ليالي القاهرة (1939)
- شالوم الترجمان (1935)
- خاتم سليمان (1947(
- الدنيا بخير (1946() [1][2]